# Attentat de Sabon Gari
L'attentat de Sabon Gari du 11 octobre 2015 a lieu pendant l'insurrection de Boko Haram.

## Déroulement
Le 11 octobre 2015, à 13h15 (12h15 GMT), le marché de Sabon Gari, un village situé à environ 135 kilomètres au sud de Maiduguri, est frappé par un attentat. Une bombe dissimulé dans un sac-à-dos contenant un pulvérisateur pour cultures explose à une heure de grande affluence. L'armée nigériane qualifie l'attaque d'attentat-suicide mais selon l'AFP « aucune autorité locale n'a confirmé cette version » et des témoins ont seulement « affirmé avoir vu le sac contenant l'explosif abandonné sur place juste avant le drame ». Selon les déclarations à l'AFP, d'un infirmier de l'hôpital général de Biu, le bilan est de 50 morts et 51 blessés,,,.